# 德意志蒂羅爾
德意志蒂羅爾（德語：Deutschtirol）是位於阿爾卑斯山的一個歷史地區，現在分由奧地利和意大利管轄。 它主要包括德意志人居住的歷史上蒂羅爾伯國的幾個地區：奧地利的蒂羅爾州（由北蒂羅爾和東蒂羅爾組成）和義大利的南蒂羅爾省，但不包括主要講意大利語的特倫蒂諾省（其前身為瓦爾茲蒂羅爾（德語：Welschtirol））。
德意志蒂羅爾在歷史上是哈布斯堡王朝組成部分蒂羅爾伯國不可分割的一部分，但是隨著第一次世界大戰結束時哈布斯堡奧匈帝國的崩潰，帝國中德意志人佔多數的地區開始採取行動，以建立一個新國家併同德國合併。
1918年11月11日，奧地利皇帝卡爾一世宣布放棄權力，11月12日，包括德意志蒂羅爾省在內的德意志人聚居地區宣佈建立德意志奧地利共和國，旨在與德國統一。 然而，協約國在倫敦條約中承諾將南蒂羅爾作為意大利的戰利品。德意志蒂羅爾的其餘部分將成為奧地利的蒂羅爾聯邦州。
1919 年簽訂的《聖日耳曼昂萊條約》最終確定了蒂羅爾的地位，該條約確立了該地區的劃分直至今日。